# كلاريس بينيني
كلاريس بينيني (بالإنجليزية: Clarice Benini)‏ (من مواليد 8 يناير 1905- تُوفيت في فلورنسا يوم 8 سبتمبر 1976) وهي لاعبة شطرنج إيطالية.
احتلت المرتبة الثانية في بطولة العالم للسيدات في ستوكهولم عام 1937 ، خلف فيرا مينشيك وكان من ضمن المنافسات سونيا جراف ، ميلدا لاوبيرت ، ماري بين ، منى ماي كارف ، وغيرها. كانت بطلة السيدات الإيطالية مرتين ، حيث فازت في ميلان عام 1938 وروما عام 1939.
في عام 1936 ، احتلت المركز الثاني خلف سونيا غراف في سمرينغ. في عام 1949/50 ، حصلت على المركز التاسع في بطولة العالم للنساء الشطرنج في موسكو (فاز لودميلا رودينكو). تعادلت في المركزين الثالث والرابع في فينيسيا 1951 (نادي WWCC) ، وفازت في جاردون 1956 ، واحتلت المركز السادس في فينيسيا 1957 (WWCC zonal) ، وفازت في أمستردام 1957 ، واحتلت المركز الثاني في بيفيرفايك 1958.
حصلت بينيني على لقب "المرأة الدولية الرئيسية" "أستاذة دولية (في الشطرنج) (WIM) في عام 1950.

## روابط خارجية
- كلاريس بينيني على موقع مباريات الشطرنج (الإنجليزية)
- كلاريس بينيني على موقع 365Chess.com (الإنجليزية)
- كلاريس بينيني على موقع Chesstempo.com (الإنجليزية)